# Сульфоксиди

Сульфоксидна група

Сульфокси́ди (англ. sulfoxides) — хімічні сполуки складу R2S=O (при R≠H), де сульфоксидна група може входити в склад циклу або гетероциклу. Їм властива пірамідальна будова, з сіркою у вершині піраміди, атом сірки несе неподілену електронну пару. Для несиметричних похідних відома оптична ізомерія.

## Отримання
Зазвичай сульфоксиди отримують окисненням сульфідів. Як окисник застосовують пероксид водню у присутності кислотного каталізатору. Інший спосіб ― взаємодія сульфінатів з реактивами Гріньяра.

## Хімічні властивості

### Основність та нуклеофільність атома оксигену
Завдяки неподіленій парі електронів на атомі оксигену та полярності зв'язку S-O, сульфони проявляють основні та нуклеофільні властивості властивості. З сильними кислотами дають солеві аддукти типу R2SO·HHlg. При О-алкілюванні здатні утворювати сульфоксонієві солі:
{\displaystyle {\ce {R2S=O + RX -> [R2S=O+-R <-> R2S+-O-R]+X-}}}

### Окисно-відновні реакції
Термічно нестабільні, легко окиснюються до сульфонів і відновлюються до сульфідів.
{\displaystyle {\ce {R2S <=>[+O]R2S=O<=>[+O]R2SO2}}}
Способи відновлення сульфоксидів:
- Реакція з натрій борогідридом в присутності іоду[2]
- Реакція з сіркою (при цьому вона окиснюється до SO2)[3]
- Реакція з диізобутилалюміній гідридом[3]

### Реакції у α-положенні до SO-групи
α-атоми водню в сульфоксидах є кислими. Тому сульфоксиди можна депротонувати, використовуючи сильні основи, такі як бутиллітій. Отримані карбоаніони є сильними нуклеофілами: їх можна алкілювати, ацилювати (навіть естерами), приєднувати до карбонільних сполук.